# Siedliszcze (gemeente Siedliszcze)
Siedliszcze is een dorp in het Poolse woiwodschap lubelskie, in het district Chełmski. De plaats maakt deel uit van de gemeente Siedliszcze en telt 760 inwoners.

## Geschiedenis
In de Tweede Wereldoorlog was bij het dorp het nazi-werkkamp kamp Siedliszcze. Het kamp werd gesticht voor slaven die de waterloop van de beken moesten reguleren. Tijdens Aktion Reinhard ressorteerde het kamp onder kamp Sobibor.